# دوغلاس جاكسون
دوغلاس جاكسون (بالإنجليزية: Douglas Jackson)‏ هو كاتب سيناريو ومخرج كندي، ولد في 26 يناير 1940 في مونتريال في كندا.

## وصلات خارجية
- دوغلاس جاكسون على موقع IMDb (الإنجليزية)
- دوغلاس جاكسون على موقع ألو سيني (الفرنسية)
- دوغلاس جاكسون على موقع أول موفي (الإنجليزية)
- دوغلاس جاكسون على موقع قاعدة بيانات الأفلام السويدية (السويدية)
- دوغلاس جاكسون على موقع إن إن دي بي (الإنجليزية)
- دوغلاس جاكسون على موقع قاعدة بيانات الفيلم (الإنجليزية)
- دوغلاس جاكسون على موقع كينوبويسك (الروسية)